# Islampur
Islampur é um cidade no distrito de Nalanda, no estado indiano de Bihar.

## Geografia
Islampur está localizada a 25° 09′ N, 85° 12′ L. Tem uma altitude média de 63 metros (206 pés).

## Demografia
Segundo o censo de 2001, Islampur tinha uma população de 29.855 habitantes. Os indivíduos do sexo masculino constituem 53% da população e os do sexo feminino 47%. Islampur tem uma taxa de literacia de 54%, inferior à média nacional de 59,5%: a literacia no sexo masculino é de 62% e no sexo feminino é de 46%. Em Islampur, 19% da população está abaixo dos 6 anos de idade.